# 4 Words (To Choke Upon)
«4 Words (To Choke Upon)» (с англ. — «Четыре слова (которые задушат тебя)») — первый сингл уэльской металкор-группы Bullet for My Valentine с их дебютного альбома The Poison. Релиз сингла состоялся 28 Марта 2005 года. Изначально песня была издана на EP Hand of Blood, а затем на дебютном альбоме The Poison.
Песня повествует о событиях и переживаниях участников группы времён Jeff Killed John, когда многие говорили им о том, что они ничего не добьются. Эти самые «Четыре слова, которые задушат тебя» — «Look at me now» (посмотри на меня сейчас) являются посланием тем, кто не верил в успех группы. Как сказал вокалист группы Мэттью Так: «Это самая первая песня, записанная группой Bullet For My Valentine. Когда я писал эту песню, у нас не было контракта или какого-либо договора. Эта песня — большой средний палец для тех, кто говорил, что мы ничего не сможем добиться. Эта песня также доказывает, что мы не хотим быть как Lostprophets. Ведь многие нам поначалу говорили, что мы пытаемся их имитировать. А это злило нас и доводило до кипения мою проклятую кровь!!!».
На второй стороне диска с синглом была записана ранее не издаваемая песня «Curses».
Также песня была использована в качестве саундтрека к играм Madden NFL 06 и "NHL 06.

## Список композиций
| №                   | Название                  | Длительность |
| ------------------- | ------------------------- | ------------ |
| 1.                  | «4 Words (To Choke Upon)» | 3:47         |
| 2.                  | «Curses» (Unedited)       | 4:36         |
| Общая длительность: | Общая длительность:       | 8:23         |

## Участники записи
- Мэттью Так — вокал, соло-гитара
- Майкл Пэджет — соло-гитара, бэк-вокал
- Джейсон Джеймс — бас-гитара, экстрим-вокал
- Майкл Томас — ударные